# Gösta "Sågmyra" Bergkvist
Sven Gösta "Sågmyra" Bergkvist, född den 29 mars 1920 i Sågmyra i Dalarna, död 5 oktober 2015 i Gävle, var en svensk landslagsman i friidrott på 1 500 meter. Han tävlade inhemskt för Gefle IF. 
Gösta Bergkvist är gravsatt på Sågmyra kyrkogård.

## Meriter
Under sin karriär blev han bland annat svensk mästare i terränglöpning och stafettlöpning. Han deltog i OS i London 1948 där han kom femma, och blev därmed tredje bäste svensk på 1 500 meter efter Henry Eriksson och Lennart Strand som tog guld respektive silver.
Bergkvist medverkade under åren 1947-1949 fyra gånger i Gefle IF:s stafettlag (med Olle Åberg, Ingvar Bengtsson och Henry Eriksson) som satte fyra världsrekord på 4 x 1500 meter och 4 x 1 engelsk mil 1947–1949.